# Josef Veřmiřovský

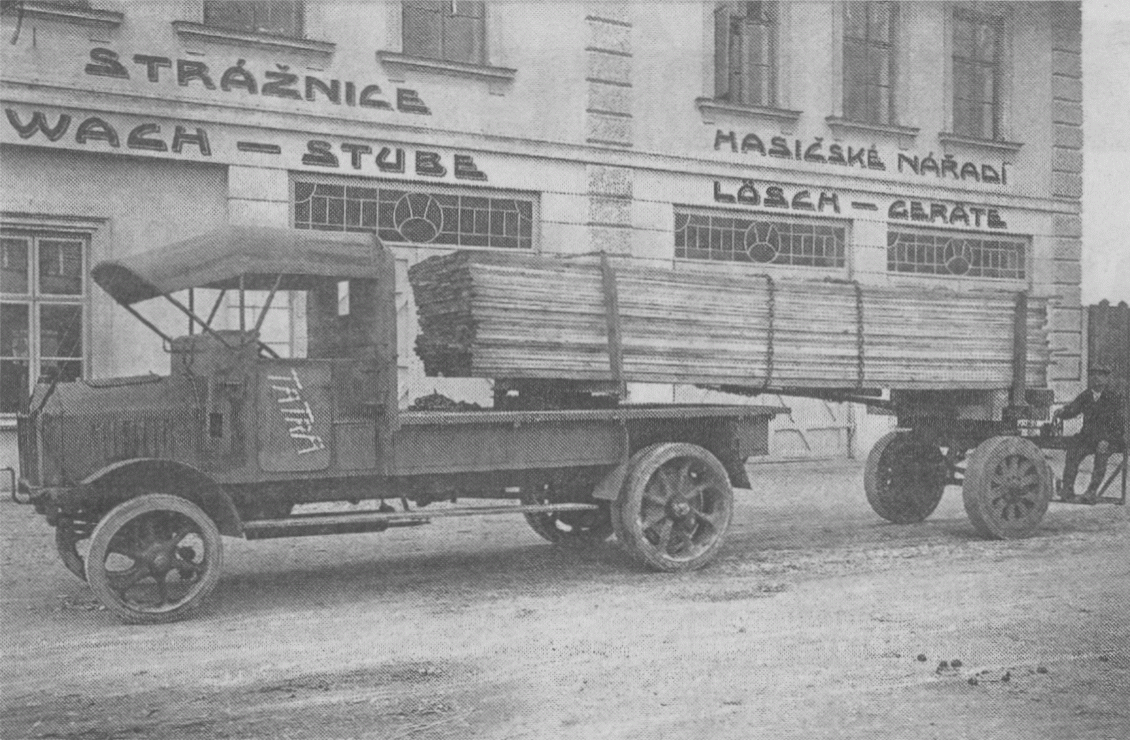
Tatra typ TL 4 pro převoz dřeva (1919) (ilustrační foto)

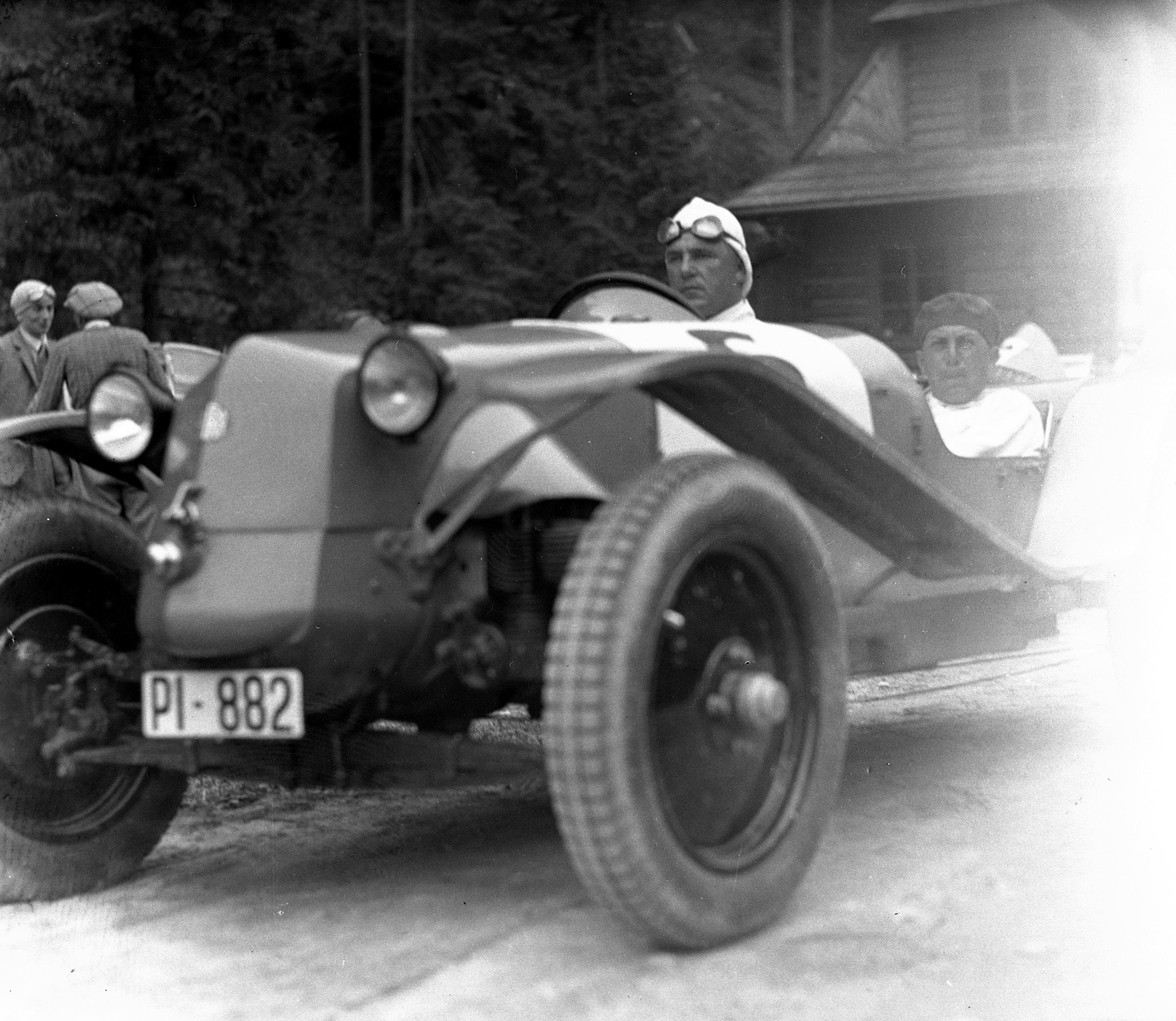
Josef Veřmiřovský v roce 1929

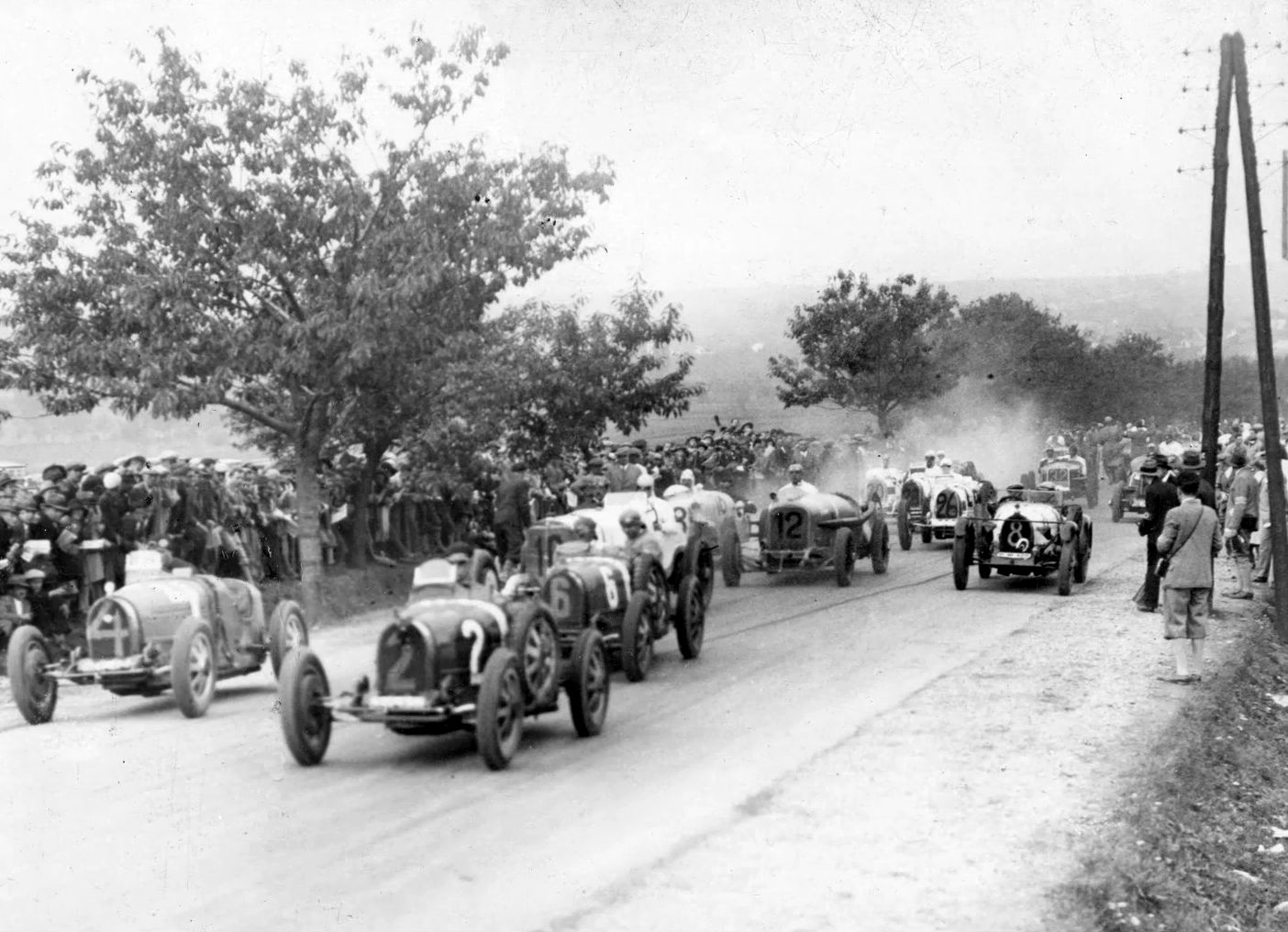
Start závodu na Masarykově okruhu Brno (1930). V popředí čeští jezdci: st. č. 2 Jiří Kristián Lobkowicz (Bugatti 35C), st. č. 4 Miloš Bondy (Bugatti 35B), st. č. 6 dr. Otakar Bittmann (Bugatti 35C), st. č. 8 Jan Kubíček (Bugatti 35B), st. č. 12 Jindřich Knapp (Walter Super 6B) a st. č. 18 Josef Veřmiřovský (Tatra 52) - částečně zakryt st. č. 10 (Rudolf Caracciola na Mercedesu SSK)

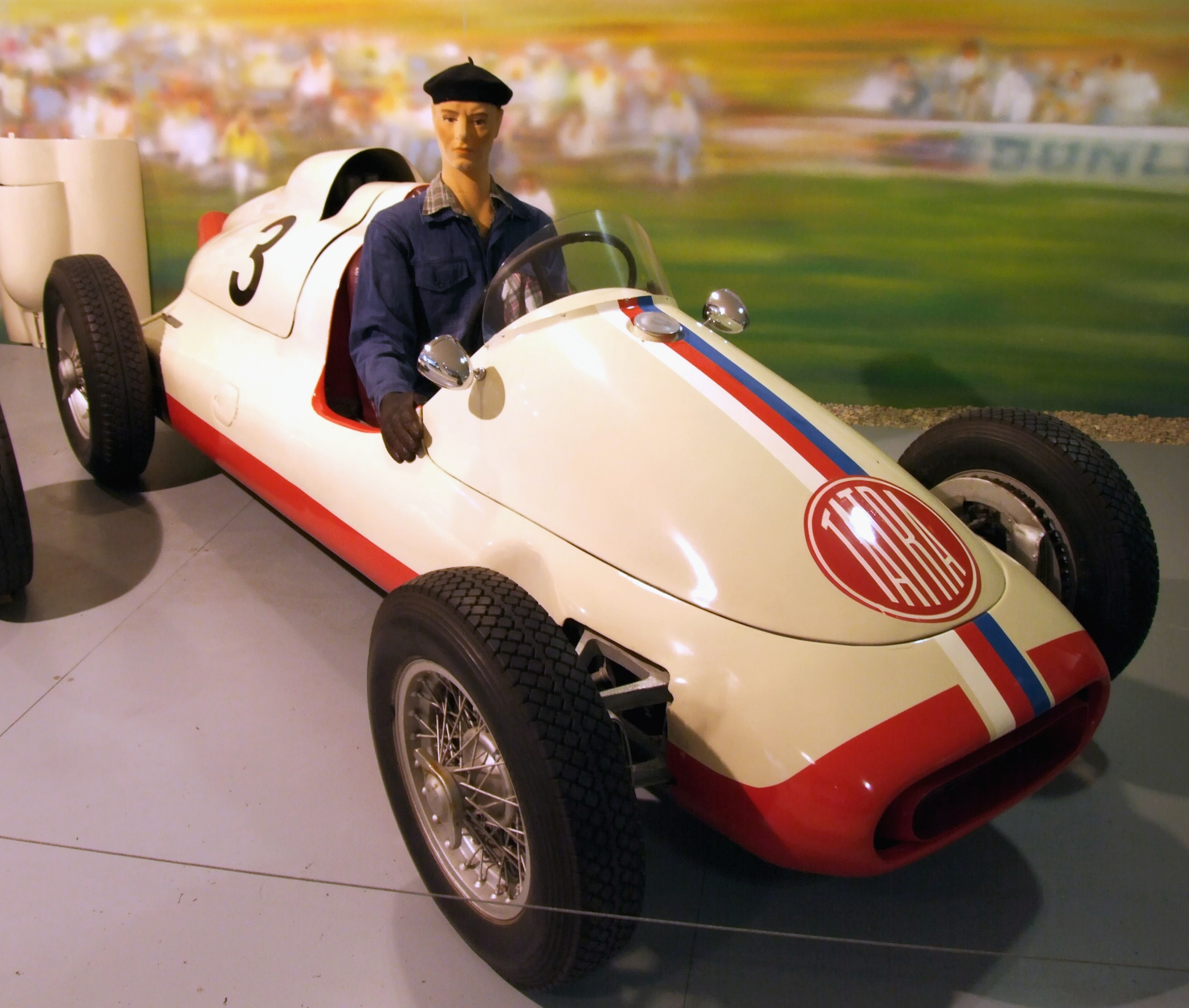
Tatra 607 Monopost (50. léta 20. století) v továrním Technickém muzeu Tatra v Kopřivnici (ilustrační foto)

Josef Veřmiřovský (16. ledna 1896 – 1983) byl montér, zkušební jezdec a automobilový závodník. Jeho životní příběh byl spjat s kopřivnickou automobilkou Tatra.

## Život
Josef Veřmiřovský se vyučil strojním zámečníkem. Od roku 1912 pracoval jako montér v kopřivnické automobilce, která se v letech 1891 až 1923 ovšem jmenovala Nesselsdorfer Wagenbau-Fabriks-Gesellschaft.
Na začátku roku 1919 se Josef Veřmiřovský účastnil zkoušek vojenských automobilů typu TL 4 (určených pro československou armádu) na Slovensku v zasněžených Vysokých Tatrách. Při jedné ze zkušebních jízd se kopřivnický vůz dostal až do Tatranské Lomnice.
A představte si to udivení a úžas v zasněžené Tatranské Lomnici, připravené již k přezimování, nad nezvyklým vzhledem zajíždějící karosérie automobilu a jeho posádky v huňatých kožiších! Nikdo nám nechtěl věřit, že jsme tu cestu projeli, až teprve místní vozka, kterého jsme cestou předjeli, dodal našim slovům víru. A tehdy se to stalo: jeden z přítomných horalů prohlásil s povzdechem - to by bylo auto pro Tatry!
Josef Veřmiřovský, vzpomínky, 
U zkoušek ve Vysokých Tatrách byl přítomen i tehdejší vedoucí firemního automobilového oddělení Jan Novák. A byl to právě on, kdo přišel s myšlenkou, že název TATRA by byl vhodný pro pojmenování kopřivnických vozů.  A tak již v polovině 30. let dvacátého století kopřivnická automobilka registrovala ochannou známku a jako autor značky TATRA je v dokladech označován Jan Novák. Podle zakázky číslo 60439 v historické knize zakázek (v kopřivnickém Technickém muzeu) opustilo 29. března 1919 závod v Kopřivnici prvních deset vojenských automobilů typu TL 4 s označením TATRA.  
Od roku 1920 se Josef Veřmiřovský věnoval závodění. V roce 1921 na sebe upozornil v prvním samostatném závodu do vrchu Ecce Homo ve Šternberku, jenž se konal 2. října 1921 na trati s délkou 7750 metrů. V roce 1921 postavila Tatra dva závodní vozy typu T. Byly poháněny řadovým čtyřválcem OHC s objemem 3,5 litru a výkonem 40 kW (55 k). S tímto vozem obsadil Josef Veřmiřovský druhé místo. (Stačila mu na to maximální rychlost 120 km/h.)  
V roce 1925 se Josef Veřmiřovský stal předváděcím řidičem u firmy Kopřivnická vozovka, která byla tehdy začleněna do koncernu Ringhoffer. Josef Veřmiřovský se úspěšně účastnil mnoha tuzemských i zahraničních závodů.
V automobilovém závodě Targa Florio (jezdil se v sicilském pohoří Madonie, start a cíl byl ve městě Cerda.) v roce 1925 dojely na 1. a 2. místě v kategorii do 1 100 cm³ vozy Tatra 11. V tomtéž roce zvítězil Josef Veřmiřovský ve velké ruské jízdě spolehlivosti. Ta se jela na trati dlouhé 5 300 km. Veřmiřovský porazil téměř 90 soupeřů.  V roce 1930 se s vozem Tatra 52 s kompresorem zúčastnil dvou podniků. Na 9. ročníku závodu Ecce Homo zvítězil v absolutním pořadí automobilů v čase 6:06,1 min. O týden později se zúčastnil i prvního závodu na Masarykově okruhu. V závodě konaném 28. září 1930 byl v silnější kategorii vozů (nad 1,5 l) po prvním kole na 12. místě. Ve třetím kole však musel Veřmiřovský odstoupit s porouchanou převodovkou (ulomená řadicí páka).
Po druhé světové válce se Josef Veřmiřovský stal členem Tatra veterán klubu. V řadách jeho členů absolvoval nespočet historických jízd. Také sbíral a archivoval dokumenty a fotografie o osobnostech, výrobcích i o samotném podniku Tatra - českém výrobci automobilů se sídlem v Kopřivnici. Pro kopřivnické Technické muzeum Tatra zachránil Josef Veřmiřovský několik historických automobilů a také se podílel na založení tohoto muzea.